# Майдановка (Киевская область)
Майда́новка (укр. Майданівка) — село, входит в Бородянский район Киевской области Украины.
Население по переписи 2001 года составляло 615 человек. Почтовый индекс — 07824. Телефонный код — 8-04477. Занимает площадь 39 км². Код КОАТУУ — 3221084501.

## Местный совет
07824, Киевская обл., Бородянский р-н, с. Майдановка, ул. Ленина, 39